# Zhuk-klassen
Zhuk-klassen er NATO-rapporteringsnavnet for det sovjetiskbyggede Projekt 1400M Grif, grænsepatruljefartøj. Op imod 300 fartøjer er blevet bygget i perioden 1969-1996. Det nøjagtige antal er ukendt men de blev eksporteret i stort omfang af Sovjetunionen. Skibets primære rolle var patruljer i haveområder og indre sovjetiske farvande. Fartøjerne var billige og simple at producere og var kun udrustet med en simpel radar og lette maskingeværer. Opløsningen af Sovjetunionen i 1991 betød at den primære bruger af fartøjerne, de sovjetiske grænsetropper, overgik til at være de russiske grænsetropper. I 2007 var kun 15-20 både stadig i russisk tjeneste. I 2014 var kun to stadig aktive i Ruslands flåde.

## Brugere

### Nuværende brugere
- Benin: I 2004 var alle landet fire både under kommando, men ikke operative.
- Cambodja: I 1975 blev tre fartøjer overført fra Sovjetunionens flåde. I 1988 blev endnu et fartøj overført fra Vietnam. Alle fire fartøjer er aktive og benyttes til flodpatruljering.
- Cuba: Mellem 1971 og 1989 blev 40 fartøjer overført til Cuba. I 2007 var kun omkring et dusin aktive.
- Guinea: Efter omfattende renoveringer blev to fartøjer overført fra USSR til Guinea. De er stadig aktive.
- Mauritius: Efter Sovjetunionens kollaps i 1990 blev to tidligere sovjetiske enheder givet til Mauritius i 1990. Rescuer og Retriever har været godt vedligeholdt og var operative i 2007. De er blevet opgraderet med en ny radar og moderne GPS-systemer.

- Rusland: I alt er to skibe stadig aktive i henholdsvis Nordflåden og den Kaspiske flotille.
- Seychellerne: I 1982 overførte Sovjetunionen et antal skibe, af disse er to stadig aktive. Spin Through radaren er blevet erstattet af et andet system.
- Syrien: Otte enheder blev overført i perioden 1981-88, de blev udstationeret på flådestationen i Tartus.
- Ukraine: Ukraines flåde benytter en enkelt; U170 Skadovs'k.

### Tidligere brugere
- Algeriet: Et fartøj blev anskaffet i 1981, det blev hurtigt skrottet.
- Aserbajdsjan: Landet benyttede muligvis et enkelt fartøj i starten af 1990'erne.
- Kap Verde: Tre enheder blev overført, de er alle trukket fra aktiv tjeneste i 2014.
- Congo: Tre fartøjer blev overført i 1982 og yderligere tre blev overført i 1984. Ingen af dem er i tjeneste.
- Ækvatorialguinea: I 1975 havde man overført tre enheder fra Sovjetunionen. De gjorde tjeneste indtil 1988-89.
- Estland: Sovjetunionen efterlod to både da de trak sig tilbage fra de baltiske stater. Begge blev officielt indskrevet i Estlands flåde i 1992. De blev skrottet i 1994 efter at være erstattet af svensk- og finskbyggede fartøjer.
- Etiopien: Fire Zhuks blev overført af to omgange mellem 1982-1990. To søgte tilflugt i Yemen under den yemenitiske borgerkrig. De to andre både i klassen blev ødelagt af oprørere. De blev skrottet i 1995.
- Irak: 5 både blev overført i 1975. De blev kun benyttet til lokale patruljer under Iran-Irak-krigen, de tog del i angrebet på Kuwait City.  Under Operation Desert Storm blev tre sænket af koalitionens kampfly og de sidste to blev sænket af amerikanske fly i 2003 som en del af Operation Iraqi Freedom.
- Mozambique: To af fem fartøjer blev leveret mellem 1978 og 1980 blev sænket under borgerkrigen. De resterende blev udfaset i 1993.
- Nicaragua: I 1986 var der blevet overført i alt otte både. Yderligere to blev overført som erstatning for to der sank under en orkan i 1989. De sidste fartøjer blev skrottet i 2000.
- Somalia: Et fartøj blev overført til Somalias flåde, det blev sænket i borgerkrigen i 1991.
- Vietnam: Mellem 1978 og 1990, blev i alt 14 både overført. Af disse blev et overført til Cambodia, og tre blev trukket ud af tjenesten i 1993. I 2007 var de resterende også udfaset.
- Yemen: Efter Nord- og Sydyemens genforening rådede Yemen over i alt 7 enheder. Fire blev modificeret med et Decca 1226 radarsystem. I 2006 blev Zhuk-klassen erstattet af en ny australskbygget patruljebådstype.

## References
- http://spetstechnoexport.com/catalogues/61 Arkiveret 21. februar 2015 hos  Wayback Machine
- http://russian-ships.info/eng/borderguard/project_1400.htm